# Storia dell'emodialisi
L'emodialisi è una terapia sostitutiva della funzione renale per i pazienti in stato uremico. La sua storia iniziò nel 1943 quando il medico olandese Willem Johan Kolff sperimentò il primo rene artificiale.

## Esperimenti tra Ottocento e Novecento
A metà Ottocento il chimico scozzese Thomas Graham condusse una serie di esperimenti per investigare i movimenti dell'acqua e dei soluti attraverso le membrane semipermeabili. In un convegno della Royal Society di Londra il 13 giugno 1861, Graham classificò le sostanze in cristalloidi e colloidi e applicò il termine "dialisi" al metodo di separazione delle due tipologie. In seguito il procedimento di dialisi venne impiegato nei laboratori chimici, ma soltanto nel Novecento si arrivò a comprenderne le possibili applicazioni in medicina.
Nel 1912 John Jacob Abel, insieme ad alcuni colleghi, fece alcuni esperimenti alla Johns Hopkins University con un apparato, detto "vividiffusore", comprendente una serie di tubi semipermeabili fatti con nitrocellulosa. Al congresso di fisiologia tenutosi a Groninga nel 1914 Abel dimostrò che, permettendo al sangue proveniente da un'arteria di entrare nell'apparato e, dopo la dialisi, ritornare in corpo attraverso una vena, l'esistenza di aminoacidi nel sangue. Di conseguenza Abel, realizzando l'apparato di vividiffusione, capì le potenzialità che poteva avere nel trattare le uremie.
Nel 1915 il professor Georg Haas eseguì la prima emodialisi su un cane presso la Clinica Universitaria di Giessen e Marburgo. Nel 1924, dopo aver interrotto gli esperimenti, causa lo scoppio della Grande guerra, il Professor Haas eseguì a Gießen la prima emodialisi su un uomo. La procedura durò soltanto quindici minuti e vennero utilizzati dei tubi di celloidina immersi nel liquido di dialisi; inoltre venne somministrata l'irudina per prevenire la coagulazione del sangue. Haas riuscì a curare alcuni pazienti uremici tra il 1924 e il 1928, dimostrando che la dialisi poteva essere eseguita senza danno, tuttavia questi esperimenti ricevettero poca attenzione all'epoca. In un secondo momento l'irudina venne sostituita dall'eparina.
Nel 1937 William Montefiore Thalimer costruì un rene artificiale ed eseguì alcune emodialisi su cani nefrectomizzati, utilizzando come materiale il cellophane al posto della colloidina e l'eparina, come anticoagulante, al posto dell'irudina.

## Primi reni artificiali
Agli inizi degli anni Quaranta furono sviluppati i primi apparecchi per la emodialisi da Willem Johan Kolff, Gordon Murray e Nils Alwall. Benché avessero operato in modo autonomo, i tre furono fortemente influenzati dal lavoro di Thalimer per costruire i loro rudimentali macchinari, impiegando il cellophane.
Nel 1942 presso la cittadina di Kempen, Kolff costruì, grazie all'aiuto dell'ingegnere Hendriik Berk, la macchina per dialisi a tamburo rotante. Fatto con materiali di fortuna, Kolff riuscì a dializzare sedici persone tra il 1943 e il 1945, di cui una sopravvisse.
Nel 1945-1946 Gordon Murray, un chirurgo di Toronto, riuscì a costruire un primo rene artificiale a forma di bobina. Sperimentò la sua macchina nel dicembre del 1946 al Toronto General Hospital su una donna di ventisei anni in coma a seguito di un aborto, i cui reni ripresero a funzionare dopo alcune sedute. Nonostante il primo successo, il rene artificiale di Murray fu usato soltanto una decina di volte.
Nils Alwall, assistente professore al dipartimento di medicina dell'Università di Lund, cominciò a sperimentare la sua macchina per dialisi sui conigli. Successivamente nel settembre del 1946 la macchina di Alwall eseguì la sua prima dialisi su un paziente umano. Il prototipo proposto da Alwall poteva anche eliminare i liquidi in eccesso.
Inizialmente accolta con scetticismo, la macchina per l'emodialisi iniziò a diffondersi agli inizi degli anni Cinquanta, dopo che molti soldati statunitensi, impegnati in Corea, ne furono trattati nei casi di insufficienza renale acuta.
I primi reni artificiali costruiti in Italia furono realizzati da Aminta Fieschi nel 1947 e da Achille Mario Dogliotti, Mario Battezzati e Carlo Taddei nel 1952.
Nel 1960 Fredrik Kiil riuscì a sviluppare il dializzatore a piastre, il quale poteva essere riutilizzato più volte.

## Accesso vascolare
Fino agli inizi degli anni Sessanta la terapia dialitica non veniva eseguita ai malati renali cronici, poiché le continue sedute esaurivano ben presto gli accessi vascolari. In quell'epoca la Malattia renale cronica veniva considerata mortale, quindi bisognava trovare una soluzione per ottenere un accesso permanente.
Nel 1960 Belding Hibbard Scribner, direttore della Divisione di Nefrologia dell'Università di Washington a Seattle, riuscì a realizzare, in collaborazione con Wayne Quinton, lo shunt che permetteva il collegamento permanente. Si trattava di un tubicino in teflon posizionato esternamente all'arto che metteva in comunicazione arteria e vena. Il primo paziente a cui viene impiantato lo shunt fu Clyde Shields, un uomo di trentanove anni affetto da insufficienza renale cronica. Shields, sottoposto a settantasei ore, sopravvisse. Visto che lo shunt funzionava, nell'aprile del 1960 Scribner si presentò al meeting dell'American Society for Artificial Internal Organs, accompagnato da Quinton, Shields e la moglie di quest'ultimo e, in un incontro privato, presentò la sua invenzione a pochi medici presenti.
Lo shunt inventato da Scribner e Quinton era di breve durata e provocava diversi problemi ai pazienti, dunque fu ben presto soppiantato dalla fistola artero-venosa, realizzata nel febbraio 1965 dai medici James Ernest Cimino e Michael Brescia, in collaborazione con il chirurgo vascolare Kenneth Appel. Questi realizzarono con successo la prima fistola artero-venosa tra l'arteria radiale e la vena cefalica a livello del polso, con un'anastomosi (unione chirurgica) di tipo latero-laterale, ovvero la parete laterale dell'arteria con quella della vena.

## Sviluppi tra Novecento e Duemila
Ai primordi dell'emodialisi cronica, come ad esempio nella struttura diretta da Scribner a Seattle le sedute per i pazienti erano bisettimanali e duravano tra le venti e le quaranta ore. Agli inizi degli anni Settanta a Parma, grazie al dottor Vincenzo Cambi, venne sperimentata la "dialisi breve", cioè le sedute dialitiche duravano dodici ore, spalmate in tre giorni alla settimana. Lo schema proposto da Cambi diede buoni risultati. Nel giro di pochi anni la "dialisi breve" divenne lo standard per la terapia emodialitica a livello mondiale, tanto che a distanza di cinquanta anni è tuttora applicato.
Nel 1977 a Gottinga Peter Kramer descrisse l'uso dell'emofiltrazione continua per trattare i casi di sovraccarico di liquidi. Venne impiegato un cavo di fibre che produsse circa 300-600 millilitri di ultrafiltrato per convezione. La tecnica di Kramer venne impiegata negli anni Ottanta per trattare i casi di Insufficienza renale acuta.